# Dietmar Lampert

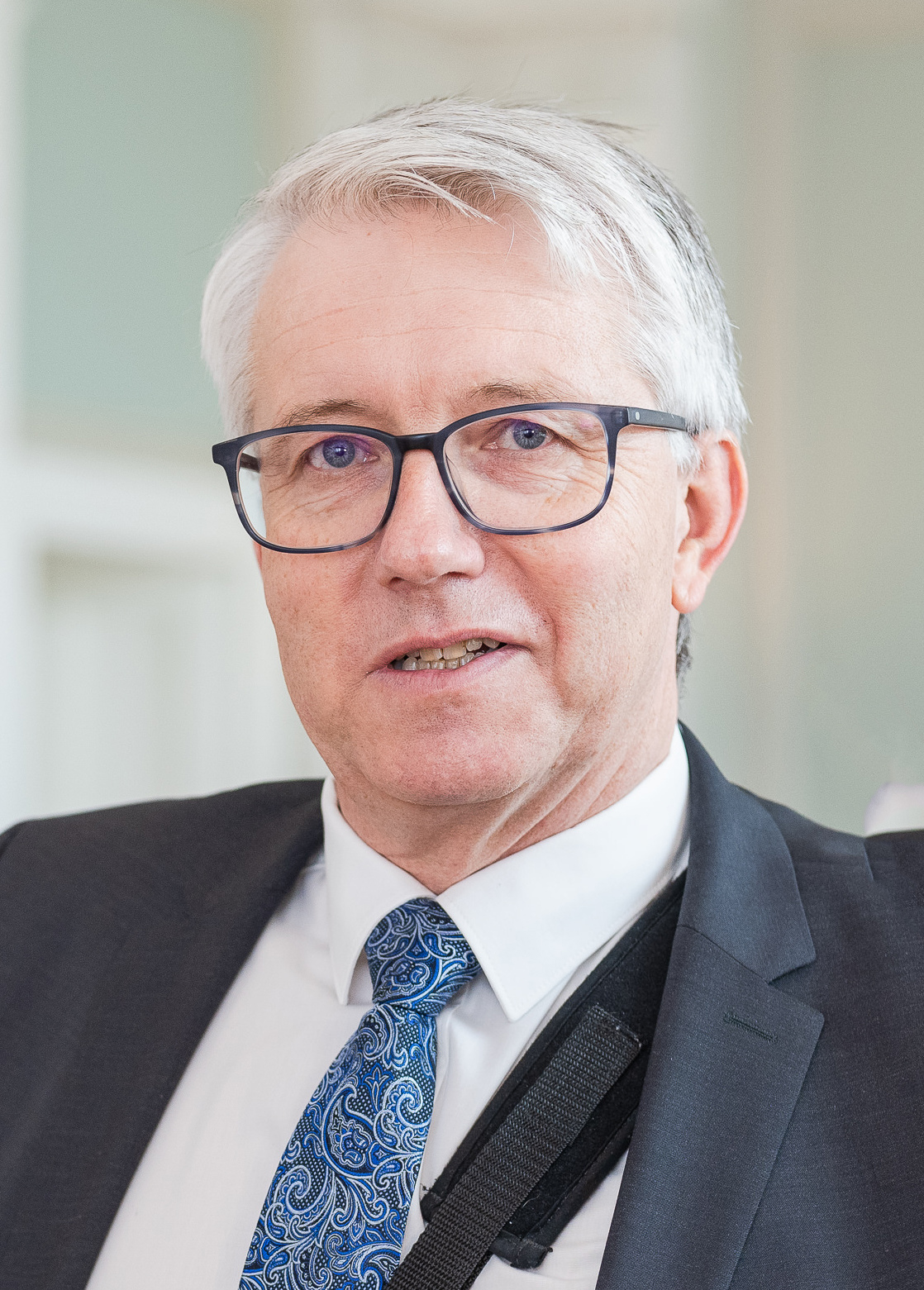
Dietmar Lampert (2023)

Dietmar Lampert (* 13. Oktober 1966 in Au (Vorarlberg)) ist ein liechtensteinischer Politiker (VU). Von 2021 bis 2025 war er Abgeordneter im liechtensteinischen Landtag.

## Biografie
Lampert wuchs als ältestes von vier Geschwistern in Schellenberg auf. Er ist gelernter Landmaschinenmechaniker und arbeitet bei der thyssenkrupp Presta TecCenter AG in Eschen. Im Laufe seiner dortigen Tätigkeit bildete er sich zum Qualitätsfachmann weiter, erlangte parallel dazu berufsbegleitend die Fachhochschulreife und anschliessend den Studienabschluss als Dipl. Ing. für Maschinenbau an der Fachhochschule Liechtenstein. Seit 2008 gehört er dem mittleren Kader des Unternehmens an.
Lampert engagiert sich seit seinem 25. Lebensjahr politisch. Unter anderem gehörte er dem Gemeinderat von Schellenberg an, ist Vorsitzender der VU-Ortsgruppe und fungiert als Regierungsrat-Stellvertreter der Regierungsrätin Dominique Hasler. Bei der Landtagswahl in Liechtenstein 2021 wurde er für die Vaterländische Union in den Landtag des Fürstentums Liechtenstein gewählt. Bei den Gemeindewahlen 2023 wurde er zum Gemeindevorsteher von Schellenberg gewählt. Im Zuge dieses Amtes kandidierte er bei der Landtagswahl in Liechtenstein 2025 nicht erneut.
Lampert ging am 4. Dezember 1998 die Ehe mit Annemarie Raffer (* 7. Mai 1967) ein und wurde in den Folgejahren Vater von drei Töchtern.